# Por mil

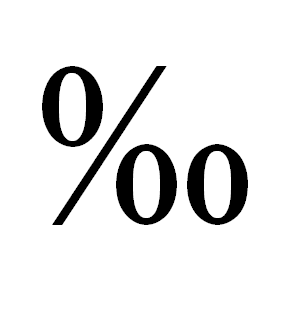
Signo que se utiliza para denotar la expresión de un número por mil.

En matemáticas, la expresión de un número por mil es una manera de expresarlo como una fracción de 1000, o como la décima parte de un porcentaje. Se escribe con el signo ‰ (Unicode U+2030), símbolo parecido al signo del porcentaje (%) con un 0 al final. 
En Windows puede generarse con la combinación de teclas Alt+0137 en teclado numérico. En Mac OS con ⇧ Mayús+Alt+5. En GNU/Linux con Control+⇧ Mayús+u+2030. En HTML se obtiene con "&permil;" o con '&#8240;'.
Un 1 por mil se define como:
{\displaystyle 1~{}^{0}\!\!/\!{}_{00}=10^{-3}={\cfrac {1}{1000}}=0,001=0,1~{}^{0}\!\!/\!{}_{0}}

## Ejemplos
Ejemplos donde el uso de números expresados al por mil es común:
- Tasas de natalidad y de mortalidad. Si en el año x la tasa de natalidad fue del 12 ‰, significa que del 1 de enero del año x al 1 de enero del año x+1 por cada mil habitantes nacieron 12 niños.
- Salinidad marina. Por ejemplo, «la salinidad media es del 35 ‰».
- Contenido de alcohol en sangre
- Pendientes en el trazado en alzado de vías férreas.
- Deformaciones en elementos estructurales.

## Unidades relacionadas
- Porcentaje (%) 1 parte entre 100.
- Partes por millón (ppm).

- Datos: Q181011
- Multimedia: Per mille / Q181011